# Шуя
Шуя — місто (з 1539), адміністративний центр Шуйського району, Івановська область, Росія. Розташоване в межиріччі річок Волга та Клязьма за 32 км на південний схід від обласного центру Іваново. Через місто з півночі на південь протікає річка Теза (притока Клязьми), протяжність якої в межах міста становить 6,6 кілометрів.
Площа — 33,29 км². За чисельністю населення є третім містом Івановської області.

## Історія міста
Згідно з однією з версій, стародавнє поселення на місці Шуї заснували угро-фінські племена чудь та меря; і назва його може походити від фінського слова «суо» — болото, озеро, болотиста місцевість. За іншою версією, найменування сходить до давньослов'янського «ошую», тобто «ліворуч», «по ліву руку» (в цьому випадку «на лівому березі»).
У XX столітті неподалік від Шуї були виявлені стародавні поховання (так звані Семухінські кургани).
Перше документальне свідчення про місто Шуя припадає на 1539 рік. Під цією датою Шуя згадується в Никонівському літописі серед міст, розорених казанським ханом Сафа-Гіреєм, і саме від неї місто веде своє літочислення. До цього місто було відоме під назвою Борисоглібська слобода, в честь розташованої в ньому церкви Святих Бориса та Гліба.

### Шуя і вінценосні особи
Іван Грозний під час походу на Казань в 1549 відвідав Шую і незабаром включив її в числі інших 19 міст до складу опричнини (1565–1572), оголосивши своєю власністю. Потім у 1572 році по духовній грамоті Івана Грозного Шуя перейшла у спадок його синові Федору. У 1609 місто було зруйноване поляками, а в 1619 — литовцями.
У 1729 в Шуї деякий час жила дочка Петра I царівна Єлизавета, яка любила полювати в навколишніх лісах.

### Шуйське купецтво та текстильний промисел
Розвитку промисловості та торгівлі в Шуї сприяло зручне положення міста на судноплавній річці Тезі. У Шуї був великий гостинний двір. Торгувати в Шую приїжджали іногородні та іноземні купці — у 1654 році в гостинному дворі була лавка англійсько-архангельської торгової компанії. В цей же час Шуя славилася ярмарками. 

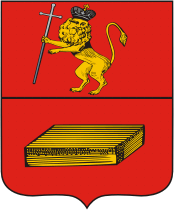
Герб (1781)

У 1781 російська імператриця Катерина II видала указ про утворення Владимирського намісництва та затвердила герб міста Шуї. Старовинний герб міста являв собою щит, розділений на дві частини. У верхній частині стоїть на задніх лапах левиний леопард — символ губернського міста Владимира; в нижній частині — «на червоному полі брус мила, що означає розташовані в місті мильні заводи». Справді, миловаріння було найдавнішою промисловістю міста, перша згадка про яке датується 1629.
З давніх часів розвивався в Шуї текстильний промисел — виготовлення лляних тканин. З середини XVIII століття в Шуї з'явилися ткацькі полотняні мануфактури, найперша мануфактура купця Якова Ігумнова була відкрита в 1755.
Посилін перший завів паперопрядильну фабрику на 11 000 веретен, що діяла за допомогою парових машин. Продукція посилінських мануфактур була удостоєна великої золотої медалі на Першій Всеросійській виставці мануфактурної промисловості в Санкт-Петербурзі в 1829.
За даними на 1859, в місті проживало 8555 осіб (675 будинків).

### Шуйська справа
15 березня 1922 року жителі Шуї, переважно робітники, вийшли на центральну площу, щоб не допустити вилучення церковних цінностей з міського Воскресенського собору. Для придушення народного виступу влада застосувала військову силу, був відкритий кулеметний вогонь. Четверо Шуян (за іншими даними — п'ятеро), і серед них дівчинка-підліток, були вбиті на місці.
У зв'язку з цими подіями 19 березня голова Ради Народних Комісарів Ленін склав секретний лист, кваліфікуючи події в Шуї як один із проявів загального плану опору декрету Радянської влади з боку «найвпливовішої групи чорносотенного духовенства» та пропозицією їх арешту та розстрілу.
22 березня Політбюро ЦК РКП (б) на основі листа Троцького прийняло план заходів по репресіям проти духовенства. Він включав арешт Синоду, показовий процес по Шуйській справі, а також вказував — «Приступити до вилучення у всій країні, абсолютно не займаючись церквами, що не мають скільки-небудь значних цінностей».
Менш ніж через 2 місяці, 10 травня 1922 були розстріляні протоієрей собору Павло Светозаров, ієрей Іоанн Різдвяний та мирянин Петро Мов.
2007-го року в місті було встановлено пам'ятник священнослужителям та мирянам, репресованим у роки Радянської влади.

## Освіта
У місті працює Шуйський державний педагогічний університет (з 2013 року Шуйська філія Іванівського державного університету [Архівовано 9 серпня 2014 у Wayback Machine.]), сільськогосподарський коледж, медичний коледж [Архівовано 9 серпня 2014 у Wayback Machine.], індустріальний технікум [Архівовано 6 жовтня 2014 у Wayback Machine.]. Початкові професійні навчальні заклади в місті представлені трьома професійними училищами, в яких проводиться навчання за спеціальностями: ткач, прядильниця, пекар, продавець, слюсар, електрик, механізатор, кухар та іншим. У місті працює 13 шкіл, у тому числі шість середніх, чотири основних, дві початкових, одна гімназія, в яких в цілому вчиться близько 7500 школярів.

## Культура та пам'ятки

### Кінотеатр
Кінотеатр «Родина»

### Музеї
- Літературно-краєзнавчий музей Костянтина Бальмонта;
- Шуйський історико-художній музей;
- Меморіальний музей імені Фрунзе;
- Музей бойової слави міста Шуї (відкритий у 2010 році).

В історико-художньому музеї зберігається найбільша в світі колекція російських та зарубіжних судин з секретами, передана в дар музею уродженцем міста Анатолієм Тимофійовичем Калініним.
17 жовтня 2007 відкрито пам'ятник священнослужителям та мирянам Російської Православної церкви, загиблим в період переслідування церкви більшовиками в 1920 — 1930-х роках, роботи скульптора Олександра Рукавишнікова.

## Економіка
Місто історично є центром текстильної промисловості; в місті діють текстильні фабрики «Шуйський пролетар», «Шуйсько-Тезинська фабрика», «Шуйські ситці». Працюють також швейна, трикотажна фабрики.
Крім підприємств легкої промисловості, в місті діють такі промислові підприємства:
- Шуйская гармонь (ВАТ) — випускає гармоні, баяни та акордеони, дитячі меблі.
- Машинобудівний завод імені Фрунзе (АТ) — виробництво ткацьких верстатів.
- Іванівський завод металоконструкцій[10]
- Шуйская мануфактура (ТОВ) — швейне підприємство. [Архівовано 28 липня 2014 у Wayback Machine.]
- ШуяТекс + (ТОВ) — швейне підприємство.
- Спецпошив (ІП Дурандіна) — швейне підприємство з виробництва спецодягу.
- Іваново меблі (АТ).
- Шуя-меблі (АТ).
- Еггер древпродукт — завод з виробництва ДСП.
- Шуйський завод Aquarius (ВАТ) — збірка комп'ютерної техніки. [Архівовано 28 липня 2014 у Wayback Machine.]
- Шуйська горілка — лікеро-горілчаний завод.
- Товари з пластмас (ТОВ).
- Різні підприємства харчової промисловості.

2011 року відкрито готельний комплекс "Гранд Готель Шуя [Архівовано 9 серпня 2014 у Wayback Machine.]"європейського рівня (три зірки).

### Храми

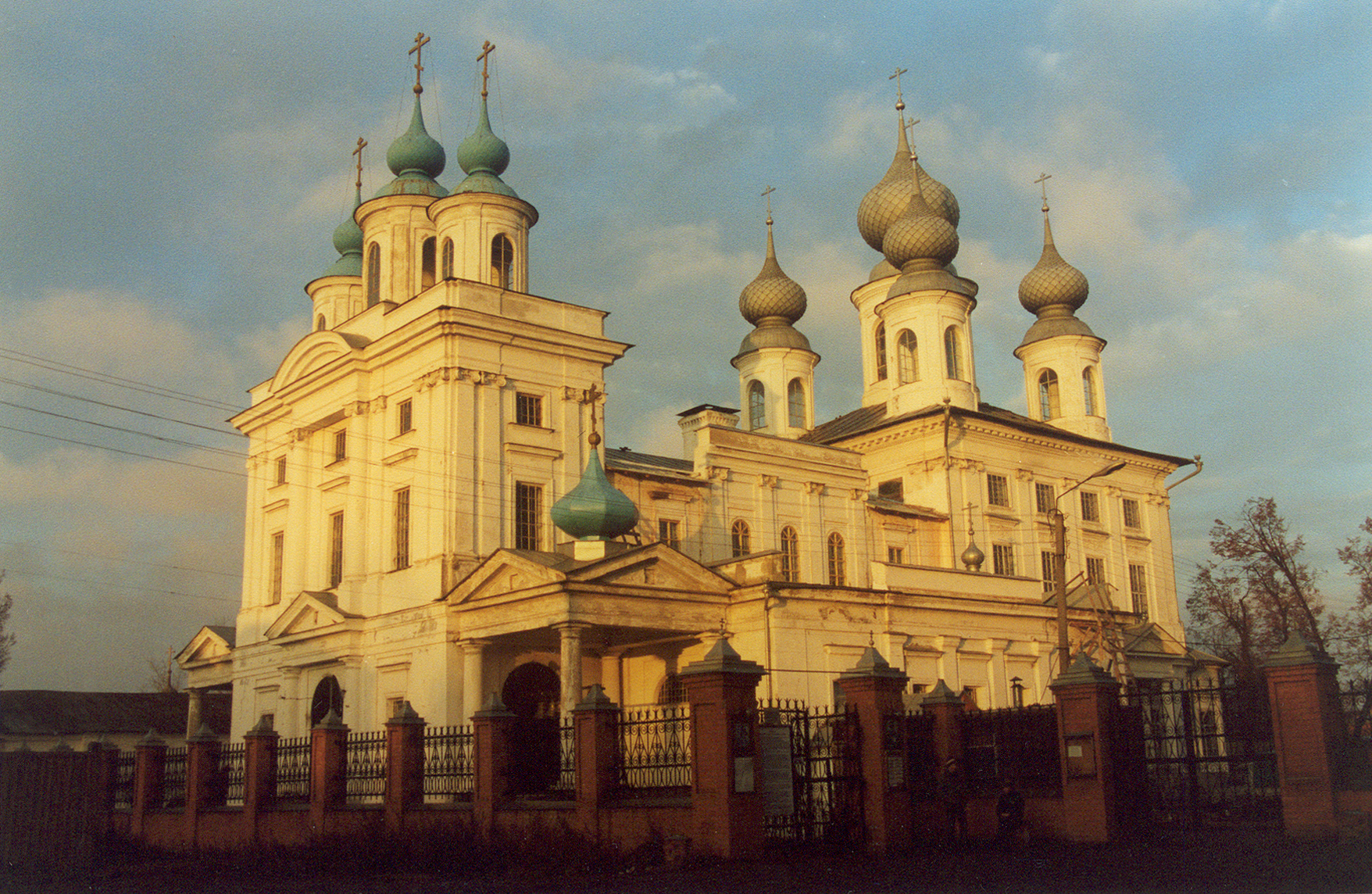
Воскресенський собор

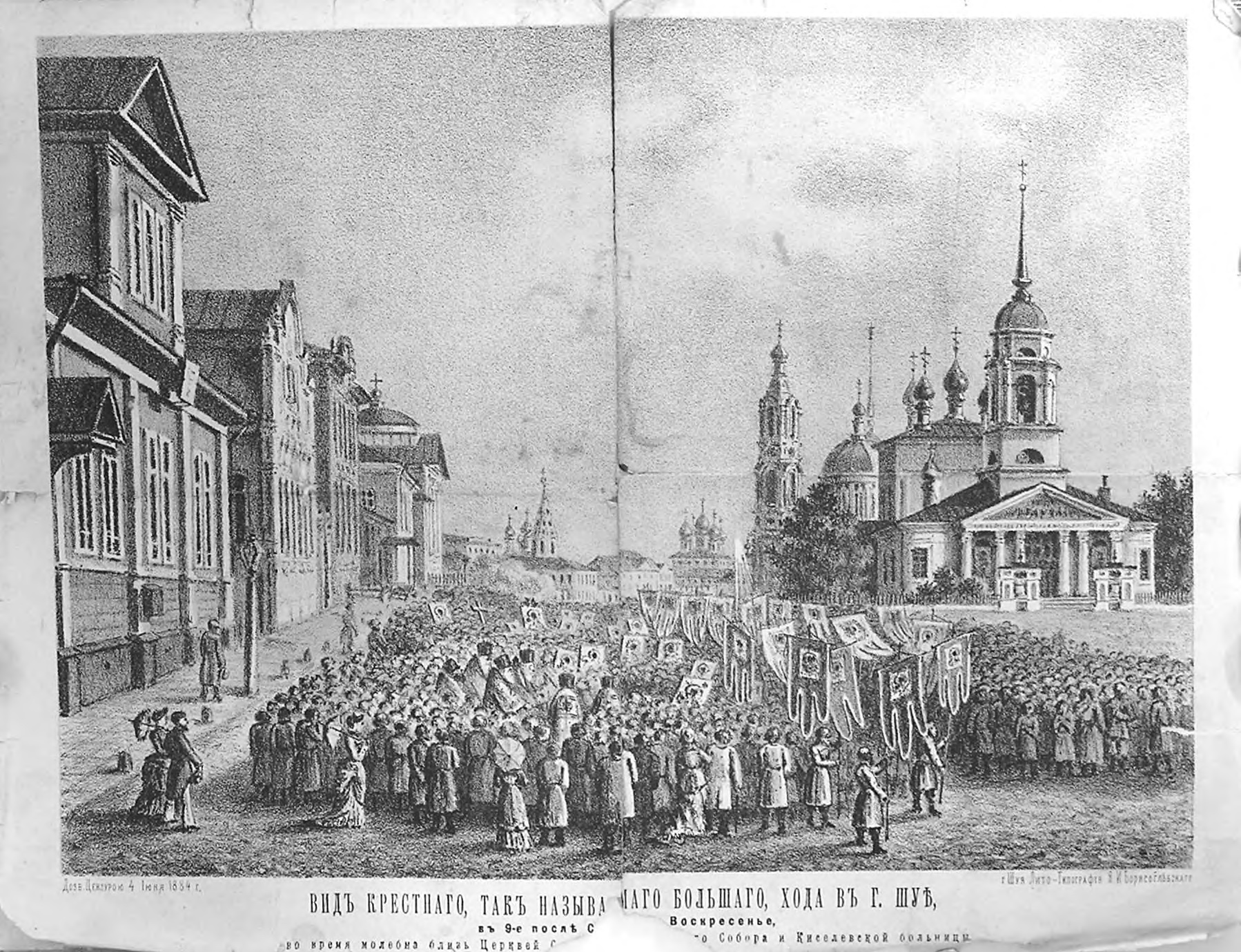
Великий Пасхальний хресний хід у Покровської церкви та Киселевської лікарні. 1884 (?)

Силует дореволюційної Шуї визначали храми. До 1917 року в місті було 20 церков. Комплекс  Воскресенського собору  початку XIX століття відомий своєю 106-метровою дзвіницею — першою в Європі серед дзвіниць, що стоять окремо від храмів. 1891 року на третій ярус дзвіниці було піднято сьомий за величиною дзвін у Росії (вагою 1270 пудів). Із 1991 року Воскресенський собор є подвір'ям  Ніколо-Шартомського чоловічого монастиря  — Шуйської православної обителі, відомої з 1425.

## Відомі Шуяни
- Шуйське духовне училище, одне з найстаріших в Росії, закінчив Іван Володимирович Цвєтаєв.
- Шуя — батьківщина поета Костянтина Дмитровича Бальмонта.
- Василь Шуйський — Московський цар з 1606 по 1610.
- Черних Людмила Іванівна — астроном, що відкрила 268 астероїдів. Почесний громадянин міста.
- Волкова Клавдія Василівна (1909—1985) — російська і українська радянська актриса
- Панаєва Муза Миколаївна (1927—2000) — радянський і український художник кіно (по костюмах та художник-постановник).